# Веллінгтон-Фенікс (резервна команда)
Веллінгтон-Фенікс (резервна команда) (англ. Wellington Phoenix Reserves) — напівпрофесійний новозеландський футбольний клуб міста Веллінгтон, який виступає в прем'єр-лізі АСБ. Резервна команд Веллінгтон Фенікс, яка виступає в Чемпіонаті Австралії з футболу.

## Історія
Футбольний клуб «Веллінгтон Фенікс» було засновано в 2007 році. Незважаючи на те, що клуб був заснований у столиці Нової Зеландії місті Веллінгтон, команда розпочала свої виступи в А-Лізі. Клуб неодноразово намагався отримати дозвіл від ФФА для участі своєї молодіжної команди в Національній молодіжній лізі Австралії. Але щоразу отримував відмови, які, таким чином, заважали підготовці власних молодих виконавців. Тому в сезонах 2010—2013 років резервна команда Веллінгтон Фенікс (переважно молоді футболісти) виступала в АСБ Фенікс Челендж на противагу АСБ Прем'єршипу, але ці матчі відбувалися не в основному турнірі.
В 2012 році виникла ідея про те, щоб створити резервну команду та заявити її для участі у напівпрофесійному АСБ Прем'єршипі, але на той час ідея ще не мала достатньої популярності. Ситуація змінилася через декілька років. І 22 серпня 2014 року було оголошено, що клуб А-Ліги Веллінгтон Фенікс отримав дозвіл на виступи резервної команди, починаючи з сезону 2014/15 років у АСБ Прем'єршипі, вищому футбольному дивізіоні Нової Зеландії, таким чином виникла дев'ята професійна команда у вищому футбольному дивізіоні чемпіонату Нової Зеландії з футболу. Команда дебютувала в чемпіонаті 1 листопада 2014 року в матчі проти Тім Веллінгтон. Тайлер Бойд забив перший гол в історії резервної команди Веллінгтон-Фенікс, але це не завадило команді поступитися з рахунком 1:2.
Станом на 2 жовтня 2015 року Веллінгтон Фенікс створив молодіжну команду, щоб взяти участь у Молодіжній АСБ-Лізі.

## Деякі статистичні дані
- Загальна кількість сезонів, проведена в АСБ Прем'єршипі: 2
- Найкращий рейтинг за підсумками регулярної частини сезону: 6-те місце (2014/15)
- Найгірший рейтинг за підсумками регулярної частини сезону: 7-ме місце (2015/16)
- Найкращий рейтинг в плей-оф: Ніколи не брав участі
- Найбільша перемога в національному чемпіонаті:
  - 6-2 над Саузерн Юнайтед (2014/15)
- Найбільша поразка в національному чемпіонаті:
  - 0-7 від Окленд Сіті (2014/15)